# Умершие в январе 1943 года
Это список известных людей, соответствующих установленным критериям значимости (см. Википедия:Критерии значимости персоналий), умерших в январе 1943 года.
Причина смерти указывается лишь в исключительных случаях (убийство, самоубийство, гибель в результате военных действий, смертная казнь, ДТП или несчастные случаи). В остальных случаях — не указывается.

## 1 января
- Рейто, Ене (37) — венгерский писатель, фантаст, драматург и журналист.

## 3 января
- Чеменземинли, Юсиф Везир (55) — азербайджанский писатель, публицист, драматург, историк, фольклорист и политический деятель.

## 4 января
- Ацев, Мирче (27) — югославский македонский партизан, Народный герой Югославии (посмертно) (1945), убит болгарскими полицейскими.
- Безменов, Василий Иванович — Герой Советского Союза.
- Пинджуров, Страхил (27) — Народный герой Югославии.
- Раскова, Марина Михайловна (30) — советская лётчица-штурман, майор; одна из первых женщин, удостоенная звания Герой Советского Союза.
- Шенгелая, Николай Михайлович (39) — советский кинорежиссёр и кинодраматург.

## 5 января
- Пресняков, Иван Андреевич (49) — советский военный деятель, генерал-майор.

## 7 января
- Ефимов, Матвей Андреевич (33) — Герой Советского Союза.
- Никола Тесла (86) — физик, инженер, изобретатель в области электротехники и радиотехники.

## 8 января
- Козачинский, Александр Владимирович (39) — русский советский писатель.

## 9 января
- Андреевич, Елисавета (20) — югославская партизанка, участница Народно-освободительной войны Югославии, Народный герой Югославии. Казнена немецкими оккупантами.
- Штыков, Серафим Григорьевич — генерал-майор.

## 10 января
- Майский, Дмитрий Васильевич (26) — участник Великой Отечественной войны, Герой Советского Союза.
- Овчинников, Владимир Сергеевич (28) — участник Великой Отечественной войны, Герой Советского Союза.
- Стриженко, Яков Алексеевич (28) — участник Великой Отечественной войны, Герой Советского Союза.

## 11 января
- Герасимова, Нина Николаевна — подпольщица Великой Отечественной войны, участница антифашистской организации «Молодая Гвардия». Казнена немецкими оккупантами
- Самойлов, Иван Арсеньевич (25) — Герой Советского Союза.

## 12 января
- Бадум, Йохан (21) — немецкий лётчик, ас Второй Мировой войны, погиб в Тунисе.
- Богдан, Яков Иванович — командир 5-й стрелковой роты 533-го стрелкового полка 128-й стрелковой дивизии 2-й ударной армии Волховского фронта, старший лейтенант. В бою закрыл своим телом амбразуру пулемёта.
- Гончар, Павел Иванович — красноармеец Рабоче-крестьянской Красной Армии, участник Великой Отечественной войны, Герой Советского Союза.
- Жуков, Михаил Петрович (25) — участник Великой Отечественной войны, Герой Советского Союза.
- Потапов, Александр Семёнович (28) — участник Великой Отечественной войны, Герой Советского Союза.

## 13 января
- Бевз, Иван Васильевич (39) — Герой Советского Союза.
- Войлоков, Иван Гаврилович — Закрыл своим телом амбразуру пулемёта.
- Молодцов, Дмитрий Семёнович — Герой Советского Союза.
- Сердюков, Николай Филиппович — Герой Советского Союза.
- Ури, Эльза (65) — немецкая писательница еврейского происхождения; погибла в газовой камере в Освенциме.

## 14 января
- Баштырков, Андрей Андреевич (28) — Герой Советского Союза.
- Бугайченко, Иван Федотович (29) — Герой Советского Союза.
- Гаврилов, Владимир Николаевич (21) — Герой Советского Союза.

## 15 января
- Алексеев, Иван Епифанович (33) — советский офицер, участник Великой Отечественной войны, командир 106-й танковой бригады 12-го танкового корпуса 3-й танковой армии Воронежского фронта, Герой Советского Союза (посмертно), полковник. Погиб в бою под городом Россошь.
- Владимир Васильев — Герой Советского Союза.
- Котов, Евгений Петрович (19) — Герой Советского Союза.
- Кубакаев, Тимирай Кубакаевич (23) — Герой Советского Союза.
- Курбаев, Афанасий Афанасьевич (35) — Герой Советского Союза.
- Ликунов, Иван Сергеевич — Герой Советского Союза.
- Немировский, Николай Николаевич — Герой Советского Союза.
- Полухин, Иван Андреевич (18) — Герой Советского Союза.
- Поляков, Константин Илларионович (18) — Герой Советского Союза.
- Севрюков, Николай Михайлович (33) — Герой Советского Союза.
- Седов, Иван Васильевич (19) — Герой Советского Союза.
- Сирин, Николай Иванович (20) — Герой Советского Союза.
- Тарасенко, Иван Иванович (19) — Герой Советского Союза.
- Утягулов, Зубай Тухватович (29) — Герой Советского Союза.
- Чучелов, Григорий Алексеевич (35) — эстонский футболист.
- Казнённые немецкими оккупантами участники подпольной антифашистской организации «Молодая Гвардия» (см. также 16, 20 и 31 января, 9 февраля):
  - Бондарев, Василий Иванович (18) — подпольщик Великой Отечественной войны.
  - Гуков, Василий Сафонтьевич (21) — подпольщик Великой Отечественной войны.
  - Левашов, Сергей Михайлович (18) — подпольщик Великой Отечественной войны.
  - Мошков, Евгений Яковлевич (22) — подпольщик Великой Отечественной войны.
  - Осьмухин, Владимир Андреевич (18) — подпольщик Великой Отечественной войны.
  - Петров, Виктор Владимирович (17) — подпольщик Великой Отечественной войны.
  - Третьякевич, Виктор Иосифович (18) — подпольщик Великой Отечественной войны.
  - Фомин, Демьян Яковлевич (17) — подпольщик Великой Отечественной войны.
  - Шепелев, Евгений Никифорович (19) — подпольщик Великой Отечественной войны.

## 16 января
- Авриль, Жанна (74) — танцовщица канкана в Мулен-Руж и знаменитая модель Анри Тулуз-Лотрека; умерла в нищете в Доме престарелых.
- Блох, Элеонора Абрамовна (61) — украинская и советская скульптор, художник, педагог.
- Казнённые немецкими оккупантами участники подпольной антифашистской организации «Молодая Гвардия»: 
  - Андросова, Лидия Макаровна (18) — подпольщица Великой Отечественной войны.
  - Бондарева, Александра Ивановна (20) — подпольщица Великой Отечественной войны.
  - Громова, Ульяна Матвеевна (19) — комсомолка, Герой Советского Союза (посмертно) (1943), член штаба организации «Молодая гвардия»..
  - Дьяченко, Антонина Николаевна (17) — комсомолка, член штаба организации «Молодая гвардия».
  - Жуков, Николай Дмитриевич (20) — подпольщик Великой Отечественной войны.
  - Земнухов, Иван Александрович (19) — Герой Советского Союза (посмертно) (1943), член штаба организации «Молодая гвардия».
  - Кезикова, Нина Георгиевна (17) — подпольщица Великой Отечественной войны.
  - Кийкова, Евгения Ивановна (19) — подпольщица Великой Отечественной войны.
  - Лютиков, Филипп Петрович (51) — подпольщик Великой Отечественной войны.
  - Пегливанова, Майя Константиновна (17) — подпольщица Великой Отечественной войны.
  - Петрачкова, Надежда Никитична (18) — подпольщица Великой Отечественной войны.
  - Попов, Анатолий Владимирович (молодогвардеец) (19) — подпольщик Великой Отечественной войны.
  - Шищенко, Александр Тарасович (17) — подпольщик Великой Отечественной войны.
  - Щербаков, Георгий Кузьмич (17) — подпольщик Великой Отечественной войны.

## 17 января
- Баранов, Михаил Дмитриевич (21) — советский лётчик-истребитель. Участник Великой Отечественной войны, лидирующий ас 1942 года, Герой Советского Союза (1942). Погиб во время тренировочного полёта.
- Елисеев, Михаил Григорьевич — младший сержант Рабоче-крестьянской Красной Армии, участник Великой Отечественной войны, Герой Советского Союза.
- Попов, Евгений (14) — пионер-герой.
- Старцев, Фёдор Григорьевич — участник Великой Отечественной войны, Герой Советского Союза.

## 18 января
- Бибишев, Иван Фролович (21) — участник Великой Отечественной войны, Герой Советского Союза.
- Лысенко, Николай Емельянович — полковой комиссар Рабоче-крестьянской Красной Армии, участник Великой Отечественной войны, Герой Советского Союза.

## 19 января
- Кузнецов, Анатолий Иванович (28) — капитан Рабоче-крестьянской Красной Армии, участник Великой Отечественной войны, Герой Советского Союза.
- Кульчицкий, Михаил Валентинович (22) — советский поэт; погиб на фронте.

## 20 января
- Бек, Макс Владимир фон (88) — австро-венгерский государственный деятель, министр-президент Цислейтании в 1906—1908. Барон.
- Беренс, Михаил Андреевич (64) — русский контр-адмирал, командующий Русской эскадрой.
- Борисов, Семён Прокофьевич (16) — подпольщик Великой Отечественной войны, участник антифашистской организации «Молодая Гвардия». Расстрелян немецкими оккупантами.
- Сафонов, Степан Степанович (16) — подпольщик Великой Отечественной войны, участник антифашистской организации «Молодая Гвардия». Погиб в бою.

## 21 января
- Айбль, Карл (51) — немецкий военачальник, генерал-лейтенант (посмертно — генерал пехоты), командир 385-й пехотной дивизии на южном участке Восточного фронта, командир 24-го танкового корпуса. Погиб под Сталинградом.
- Вялых, Николай Алексеевич — участник Великой Отечественной войны, Герой Советского Союза.
- Ганус, Феодосий Григорьевич — советский танкист, участник Великой Отечественной войны, Герой Советского Союза.
- Григорьев, Иван Андреевич — участник Великой Отечественной войны, Герой Советского Союза.
- Курочкин, Тимофей Петрович (33) — участник Великой Отечественной войны, Герой Советского Союза.
- Наумов, Алексей Фёдорович (19) — участник Великой Отечественной войны, Герой Советского Союза.
- Норицын, Пётр Михайлович (39) — участник Великой Отечественной войны, Герой Советского Союза.
- Сербов, Исаак Абрамович (71) — белорусский этнограф, фольклорист и археолог. Действительный член Института белорусской культуры, кандидат исторических наук.
- Смирнов, Павел Михайлович (34) — участник Великой Отечественной войны, Герой Советского Союза.

## 22 января
- Атаев, Аннаклыч — командир эскадрона 294-го кавалерийского полка 112-й добровольческой Башкирской кавалерийской дивизии 8-го кавалерийского корпуса 5-й танковой армии Юго-Западного фронта, лейтенант, Герой Советского Союза (посмертно) (1943). Погиб в бою

## 23 января
- Барышников, Степан Павлович (50) — советский государственный и партийный деятель, 1-й секретарь Удмуртского областного комитета ВКП(б) (1937—1938), умер в ИТЛ (исправительно-трудовой лагерь).
- Гетман, Иван Иванович (29) — Герой Советского Союза.
- Кнорринг, Ирина Николаевна (36) — русская поэтесса.

- Тараскин, Павел Андреевич (32) — Герой Советского Союза.

## 24 января
- Голиков, Леонид Александрович (16) — Герой Советского Союза.
- Жуков, Анатолий Алексеевич (38) — советский военно-морской деятель.

## 25 января
- Гётт-Гетыньский, Эдвард (45) — майор артиллерии Войска Польского.
- Сергиенко, Иван Васильевич (24) — Герой Советского Союза

## 26 января
- Болотников, Николай Антонович (44) — советский военачальник, генерал-майор танковых войск.
- Вавилов, Николай Иванович (55) — российский и советский учёный-генетик, ботаник, селекционер, географ, академик АН СССР, АН УССР и ВАСХНИЛ; умер в тюрьме.
- Ромаев, Гаяз Галазкарович (21) — лейтенант Рабоче-крестьянской Красной Армии, участник Великой Отечественной войны, Герой Советского Союза.
- Сташков, Николай Иванович (35) — участник Великой Отечественной войны, Герой Советского Союза.

## 28 января
- Васильев, Григорий Семёнович (45) — Герой Советского Союза.
- Дьяконов, Павел Павлович (64) — русский генерал, военный агент в Великобритании, советский разведчик, масон.

## 29 января
- Афанасьев, Николай Афанасьевич (19) — командир отделения учебного батальона 178-й стрелковой дивизии 39-й армии Калининского фронта, старший сержант. В бою закрыл своим телом амбразуру пулемёта.
- Барабанщиков, Александр Васильевич — председатель исполнительного комитета Липецкого городского Совета депутатов трудящихся (1940—1942), участник Великой Отечественной войны, капитан Красной Армии. Умер в госпитале от ран, полученных в бою.
- Дрозд, Валентин Петрович — советский военачальник, вице-адмирал.
- Клюев, Леонид Лаврович (62) — советский военачальник, генерал-лейтенант.
- Маркус, Татьяна Иосифовна (21) — героиня Киевского подполья в годы Великой Отечественной войны, Герой Украины (2006, посмертно; казнена немецкими оккупантами.
- Николаенко, Пётр Иванович (28) — старший лейтенант Рабоче-крестьянской Красной Армии, участник Великой Отечественной войны, Герой Советского Союза.

## 30 января
- Перепечко, Иван Николаевич — советский государственный и политический деятель.
- Печауэр, Аттила — венгерский спортсмен-фехтовальщик еврейского происхождения, чемпион Олимпиад 1928 и 1932 годов.
- Айдогд — Герой Советского Союза.

## 31 января
- Головатый, Владимир Денисович (17) — юный герой-пионер, партизан Великой Отечественной войны, подпольщик.
- Малозёмов, Иван Прокопьевич (21) — Герой Советского Союза.
- Сопова, Анна Дмитриевна (18) — член подпольной комсомольской организации «Молодая гвардия» во временно оккупированном городе Краснодоне; казнена.
- Тюленин, Сергей Гаврилович (17) — член подпольной комсомольской организации «Молодая гвардия» во временно оккупированном городе Краснодоне, Герой Советского Союза (посмертно) (1943); казнён.